# Sjirak Gjoemri
Sjirak Gjoemri (Armeens: Շիրակ Ֆուտբոլային Ակումբ; Russisch: Ширак Гюмри), is een Armeense voetbalclub uit de stad Gjoemri. 

## Geschiedenis
De club was medeoprichter van de Armeense hoogste klasse nadat het land onafhankelijk werd van de Sovjet-Unie. In het eerste seizoen werd de club meteen kampioen, gedeeld met Homenetmen Jerevan. In het 2de seizoen werd Sjirak 2de achter Ararat Jerevan, de enige Armeense topclub ten tijde van de Sovjet-Unie. Het volgende seizoen trok Sjirak weer aan het langste eind en haalde de 2de landstitel binnen. In de lente van 1995 was er een overgangsseizoen, vanaf het volgende seizoen zou de competitie 2 kalenderjaren bedragen zoals in de meeste West-Europese en Zuid-Europese landen. Sjirak en Ararat wonnen elk een groep, maar dit is geen officiële titel. De volgende seizoenen eindigde de club steevast hoog, maar een nieuwe titel liet tot 1999 op zich wachten. Alhoewel Pjoenik Jerevan de fakkel van topclub overnam bleef Sjirak op ereplaatsen eindigen tot 2004 toen een plotse degradatie volgde. De degradatie werd echter herroepen omdat de voetbalbond de competitie wilde uitbreiden naar 14 clubs, de volgende 2 seizoenen vocht de club nog tegen de degradatie, de competitie bestond anno 2006 nog steeds uit 8 teams maar werd in het seizoen 2019-2020 uitgebreid naar 10 teams.

## Erelijst
- Landskampioen

1992, 1994, 1999, 2013
- Beker van Armenië

2012, 2017
- Armeense Supercup

1997, 2000, 2003, 2013, 2017, 2023

## Naamsveranderingen
- 1958 : Sjirak Leninakan
- 1970 : Olympia Leninakan
- 1981 : Sjirak Leninakan
- 1991 : Sjirak Gjoemri

## In Europa
Shirak Gyumri speelt sinds 1995 in diverse Europese competities. Hieronder staan de competities en in welke seizoenen de club deelnam:
- Champions League (2x)

2000/01, 2013/14
- Europa League (6x)

2012/13, 2014/15, 2015/16, 2016/17, 2017/2018, 2020/21
- UEFA Cup (6x)

1995/96, 1996/97, 1998/99, 1999/00, 2003/04, 2004/05
- Intertoto Cup (2x)

2001, 2002